# Jimmy Walthour
Jimmy Walthour Jr., född den 3 januari 1910 i New York, död den 29 januari 1983 i Waukegan, var en amerikansk bancyklist som, efter att ha blivit amerikansk amatörmästare i sprint 1927, blev professionell och körde sexdagarslopp, av vilka han under karriären vann 14 stycken (hälften av dem med Albert Crossley som partner).
Även fadern, Jimmy Walthour Sr., var tävlingscyklist, liksom farbrodern Robert Walthour Sr. och dennes son, Robert Walthour Jr.
Jimmy Walthour Jr. valdes in i US Bicycling Hall of Fame 2008.

## Meriter
| 1928/1929 Vinnare av Detroits sexdagars (okt./nov.) med Franz Duelberg Vinnare av Chicagos sexdagars (nov.) med Franz Duelberg 2:a i New Yorks sexdagars (mar.) med Franz Duelberg 1933/1934 Vinnare av Chicagos sexdagars (okt./nov.) med Ewald Wissel 2:a i Detroits sexdagars (sep.) med Frank Elliot 1934/1935 Vinnare av Pittsburghs sexdagars (sep.) med Henri Lepage Vinnare av Torontos sexdagars (okt./nov.) med Reginald Fielding och Fred Ottevaire Vinnare av Los Angeles sexdagars (mar.) med Albert Crossley Vinnare av Pittsburghs sexdagars (apr.) med Albert Crossley och Charles Winter 2:a i Detroits sexdagars (sep.) med Robert Keating 2:a i Montreals sexdagars (okt.) med Henri Lepage 2:a i Kansas Citys sexdagars (jan.) med Albert Crossley 2:a i Montreals sexdagars (apr./maj) med Jules Audy 3:a i Clevelands sexdagars (nov.) med Charles Winter och Freddy Zäch 3:a i Minneapolis sexdagars (dec.) med Albert Crossley och Ernst Bühler 1935/1936 Vinnare av Torontos sexdagars (sep.) med Albert Crossley Vinnare av Torontos sexdagars (apr./maj) med Charles Winter 2:a i Montreals sexdagars (okt.) med Henri Lepage 2:a i New Yorks sexdagars (dec.) med Albert Crossley 2:a i Milwaukees sexdagars (jan.) med Albert Crossley | 1936/1937 2:a i Saint-Étiennes sexdagars (mar.) med Albert Crossley 3:a i Londons sexdagars (maj) med Albert Crossley 1937/1938 Vinnare av New Yorks sexdagars (nov./dec.) med Albert Crossley Vinnare av Milwaukees sexdagars (feb.) med Albert Crossley Vinnare av Pittsburghs sexdagars (apr.) med Albert Crossley 2:a i Torontos sexdagars (sep./okt.) med Laurent Gadou 2:a i Buffalos sexdagars (dec.) med Albert Crossley 2:a i Clevelands sexdagars (jan.) med Albert Crossley 2:a i Chicagos sexdagars (jan./feb.) med Albert Crossley 1938/1939 Vinnare av Clevelands sexdagars (feb.) med Albert Crossley 2:a i Milwaukees sexdagars (feb./mar.) med Albert Crossley 3:a i New Yorks sexdagars (sep.) med Albert Crossley 3:a i Montréals sexdagars (okt.) med Albert Crossley 3:a i Buffalos sexdagars (nov./dec.) med Albert Crossley 3:a i Buffalos sexdagars (mar./apr.) med Albert Crossley 3:a i New Yorks sexdagars (maj) med Albert Crossley 1939/1940 Vinnare av Pittsburghs sexdagars (sep.) med Robert Thomas 3:a i Clevelands sexdagars (dec.) med Albert Crossley |